# Dokument (izštekani session)
Live album grupe Pips, Chips & Videoclips snimljen 17.12.2004. u emisiji "Izštekani" Jure Longyke na "valu 202" radia slovenije. Sve su skladbe odsvirane bez struje.

## Pjesme
1. Plači
2. Rosita Pedringo
3. Mak
4. Mrgud Gorostas i Tat
5. Baka Lucija
6. 2x2
7. Poštar lakog sna
8. Nogomet
9. Narko
10. Porculan
11. Na putu prema dole